# Wokeuplikethis
«Wokeuplikethis» (стилизован как «wokeuplikethis*») — песня американского рэпера Playboi Carti при участии Lil Uzi Vert. Она была спродюсирована Pi'erre Bourne. Трек выпущен 7 апреля 2017 года как второй сингл с дебютного микстейпа Картера Playboi Carti. Песня содержит сэмпл сингла «White Tee» хип-хоп-группы из Атланты Dem Franchize Boyz.

## История
Изначально песня была выпущена на SoundCloud 10 марта 2017 года. 7 апреля состоялся релиз для стриминговых сервисов.

## Композиция и текст
«Wokeuplikethis» — трэп-песня. Издание Pitchfork назвало куплеты «выплёскиванием незавершённых идей, но бездельных куплетах есть своё очарование, как будто рэп — это просто запоздалая мысль».

## Музыкальное видео
Музыкальное видео было выпущено вместе с синглом. Он был спродюсирован JMP. Действие видео происходит в тюрьме.

## В культуре
Песня была сэмплирована Эминемом на его треке "Greatest" с альбома Kamikaze. Бейонсе использовала строчки из сингла во время выступления на фестивале Коачелла. Песня была включена в саундтрек игры NBA Live 18. Американский рэпер Лил Уэйн сделал ремикс сингла на микстейпе Dedication 6: Reloaded.

## Чарты
| Чарт (2017)                           | Высшая позиция |
| ------------------------------------- | -------------- |
| США (Billboard Hot 100)               | 76             |
| США (Billboard Hot R&B/Hip-Hop Songs) | 32             |
| США (Billboard Hot Rap Songs)         | 25             |

| Чарт (2017)                       | Позиция |
| --------------------------------- | ------- |
| Hot R&B/Hip-Hop Songs (Billboard) | 79      |

## Сертификации
| Регион                                                                      | Сертификация  | Продажи   |
| --------------------------------------------------------------------------- | ------------- | --------- |
| Канада (Music Canada)                                                       | Золотой       | 40 000    |
| США (RIAA)                                                                  | 2× Платиновый | 2 000 000 |
| Данные о продажах + прослушиваниях приведены только на основе сертификации. |               |           |